# Доктор Джекіл і містер Гайд (фільм, 1931)
«Доктор Джекіл та містер Гайд» (англ. Dr. Jekyll and Mr. Hyde) — американський фільм жахів режисера Рубена Мамуляна 1931 року.

## Сюжет
Лондон. Кінець 19 століття. В переповненій залі знаменитий доктор Джекіл читає лекцію. Він заявляє, що природа людини двоїста, роздерта протиріччями між Добром і Злом. Якщо вдасться розділити ці тенденції всередині людини, то можна буде підняти Добро на небувалу висоту.
Заява доктора Джекіла викликає ентузіазм у одних і скептицизм у інших. Батько його нареченої Мюріель заявляє, що він одружився з його дочкою лише через вісім місяців і, незважаючи на прохання Джекіла, залишається непохитним. Вночі на вулиці Джекіл рятує повію Іві Пірсон, яку бив клієнт. Незабаром доктору вдається створити мікстуру, яка перетворює його в дике створіння, яке виявляє насильницькі інстинкти…

## У ролях
- Фредрік Марч — доктор Генрі Джекіл / містер Гайд
- Міріам Хопкінс — Іві Пірсон
- Роуз Гобарт — Мюріель Карью
- Герберт Голмс — доктор Ланьйон
- Геллівелл Гоббс — бригадний генерал Карью
- Едгар Нортон — Пул
- Темпе Піґотт — місіс Гокінс

## Цікаві факти
- Фільм знятий за мотивами повісті Роберта Льюїса Стівенсона «Химерна пригода з доктором Джекілом та містером Гайдом» (Strange Case of Dr. Jekyll and Mr. Hyde, 1886).
- Перетворення Джекіла в Гайда відбувається в точній відповідності з теорією психіатра Чезаре Ломброзо, який вважав, що кримінальні задатки особистості можна визначити за зовнішністю. В одному з пізніших видань роботи Ломброзо як ілюстрація був використаний кадр із цього фільму.
- В 1932 році фільм був номінований на премію «Оскар» за трьома категоріями: найкраща чоловіча роль (Фредрік Марч, перемога), найкращий адаптований сценарій та найкраща операторська робота.